# LNG-Infrastrukturverordnung
Mit der LNG-Infrastrukturverordnung werden die Fernleitungsnetzbetreiber verpflichtet, die erforderlichen Leitungen zwischen LNG-Importterminals und dem Fernleitungsnetz zu errichten und die LNG-Anlagen an das Fernleitungsnetz anzuschließen. 

## Geschichte
Das Bundesministerium für Wirtschaft und Energie hat am 14. März 2019 die Länder- und Verbändeanhörung zu dem Referentenentwurf „Verordnung zur Verbesserung der Rahmenbedingungen für den Aufbau der LNG-Infrastruktur in Deutschland“ eingeleitet. Am 27. März 2019 beschloss das Bundeskabinett die Verordnung und der Bundesrat hat der Verordnung am 7. Juni 2019 zugestimmt. Die Neuregelung gilt ab dem 20. Juni 2019.

## Hintergrund
Im  Koalitionsvertrag der 19. Legislaturperiode wurde das Ziel vereinbart, Deutschland zum Standort für LNG-Infrastruktur zu machen.
Der Bau der speziellen LNG-Importterminals sowie der Aufbau der LNG-Infrastruktur erfolgt privatwirtschaftlich. Aktuell befinden sich hierfür mehrere Projekte in Planung. Ein Hemmnis kann der erforderliche Anschluss der LNG-Anlagen an das Fernleitungsnetz sein. Nach dem geltenden Rechtsrahmen müssen die Anlagenbetreiber diesen Netzanschluss selbst bauen und bezahlen. 
Die bisherigen Gasnetze sind bisher nicht auf eine schiffsseitige LNG-Anlandung ausgelegt. Die hohen Kosten für die dafür notwendigen Anschlussleitungen können LNG-Projekte unwirtschaftlich machen. Sobald eine LNG-Anlage gebaut wird, besteht jetzt die Pflicht zum Netzanschluss durch die Fernleitungsnetzbetreiber. Durch eine angemessene finanzielle Kostenbeteiligung des Anlagenbetreibers wird sichergestellt, dass nur Leitungen gebaut werden, die tatsächlich benötigt werden. Die damit verbundenen Kosten der Fernleitungsnetzbetreiber werden als Investitionsmaßnahme angesehen und die Kosten können ohne Zeitverzug in die Gasnetzentgelte eingebracht und auf die Netznutzer übertragen werden.